# Amt Garz

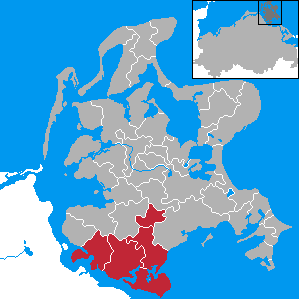
Amt Garz im Landkreis Rügen

Im Amt Garz waren die vier Gemeinden Gustow, Karnitz, Poseritz und Zudar sowie die Stadt Garz/Rügen (Amtssitz) zur Erledigung ihrer Verwaltungsgeschäfte zusammengeschlossen. Das Amt lag im Süden des Landkreises Rügen in Mecklenburg-Vorpommern.
Am 1. Januar 2004 wurde Karnitz, am 13. Juni 2004 Zudar nach Garz/Rügen eingemeindet.
Am 1. Januar 2005 wurde das Amt aufgelöst und ging zusammen mit dem ehemaligen Amt Bergen-Land und der vormals amtsfreien Kreisstadt Bergen auf Rügen im neuen Amt Bergen auf Rügen auf.